# NGC 4641
NGC 4641 је лентикуларна галаксија у сазвежђу Девица која се налази на NGC листи објеката дубоког неба.
Деклинација објекта је + 12° 3' 5" а ректасцензија 12h 43m 7,6s. Привидна величина (магнитуда) објекта NGC 4641 износи 13,3 а фотографска магнитуда 14,3. NGC 4641 је још познат и под ознакама UGC 7889, MCG 2-32-191, CGCG 71-11, VCC 1955, NPM1G +12.0332, PGC 42769.